# 마우드 아담스
마우드 아담스(Maud Adams, 1945년 2월 12일 ~ )는 스웨덴의 배우이다.

## 출연 작품
- 본드 걸, 그 영원한 매력 (2002)
- 링거 (1996)
- 죽음의 밤 4 - 저주받은 초대 (1990)
- 하렘 2 (1989)
- 형사 소다 크랙커 (1989)
- 니나의 죽음 (1988)
- 엔젤 3 (1988)
- 죽음의 음모 (1988)
- 007 뷰 투 어 킬 (1985)
- 나이로비의 대결 (1984)
- 007 옥터퍼시 (1983)
- 타겟 이글 (1982)
- 시카고 스토리 (1982)
- 타투 (1981)
- 죽음의 연주 (1980)
- 슬픈 로라 (1979)
- 롤러볼 (1975)
- 007 황금총을 가진 사나이 (1974)
- 코작 (1973)